# Pycna
Genre
Pycna est un genre d'insectes hémiptères de la sous-famille des Cicadinae, famille des Cicadidae (les cigales).

## Dénomination
Le genre Pycna a été décrit par les entomologistes Amyot et Audinet-Serville en 1843 avec pour espèce type Pycna strix.

## Description

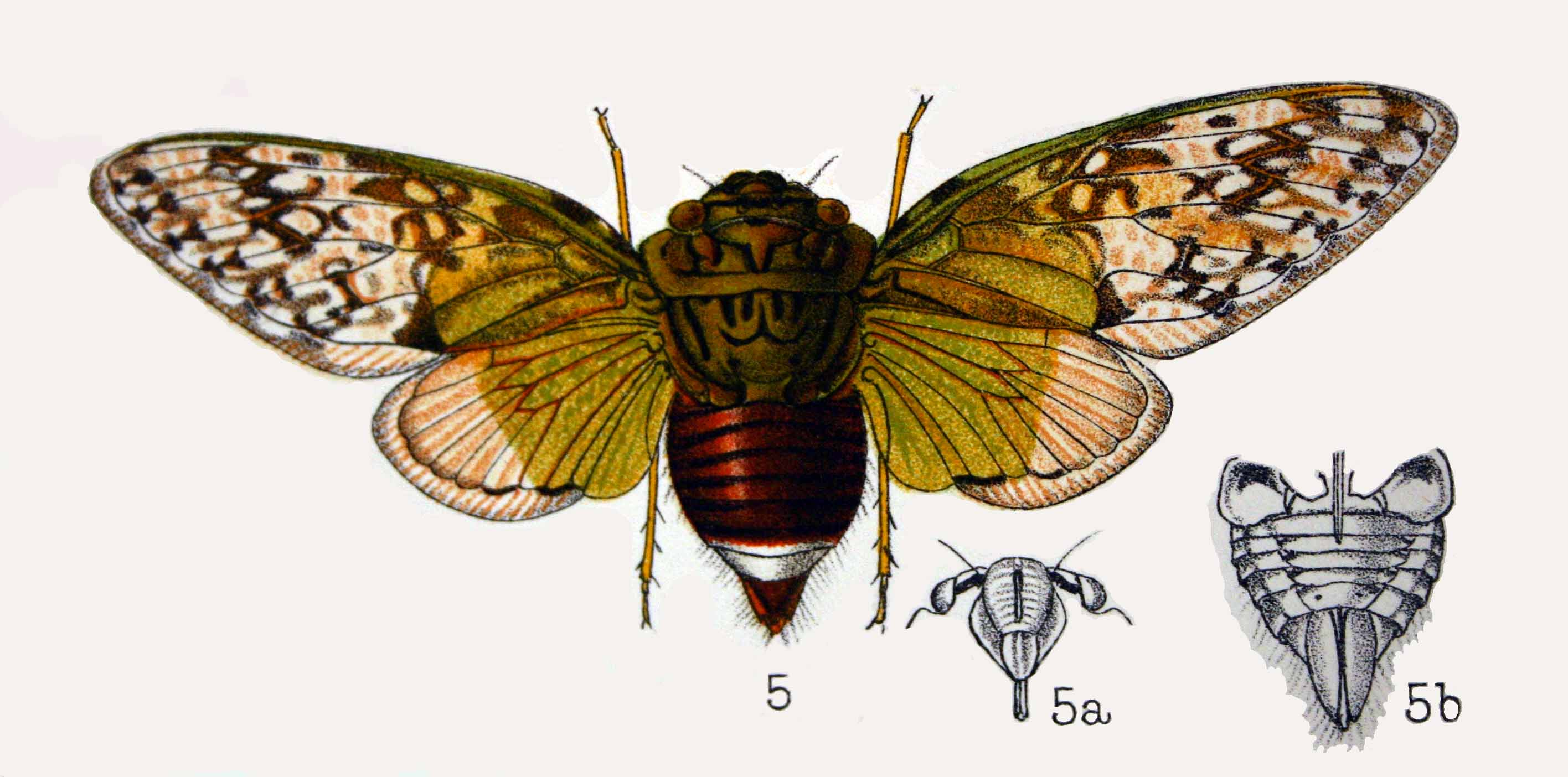
Pycna semiclara.

La tête, yeux compris, fait seulement environ deux tiers de la largeur du mésonotum. Elle n'est pas tronquée antérieurement mais courbée obliquement à l'avant des yeux. Le pronotum est transverse avec le bord postérieur mesurant environ la moitié de la longueur de son sommet. Il s'étend à peine sur la base des tegmina et ses bords latéraux sont dilatés sans être anguleux. Le mésonotum est à peu près aussi long que le pronotum. Le métasternum est un peu élevé et présente des rainures au centre. Les tympana sont bien recouverts. L'abdomen est court et robuste. Les opercula sont courts et très larges avec leurs apex plus ou moins arrondis et convexes. Le rostre atteint les coxae postérieurs. Les tegminas présentent une membrane costale dilatée et plus arquée à la base et toujours aussi large sinon beaucoup plus que la zone costale. 
Les fémurs antérieurs présentent un tubercule anguleux près de la base et du sommet. Les tibias postérieurs sont épineux sur la partie apicale.

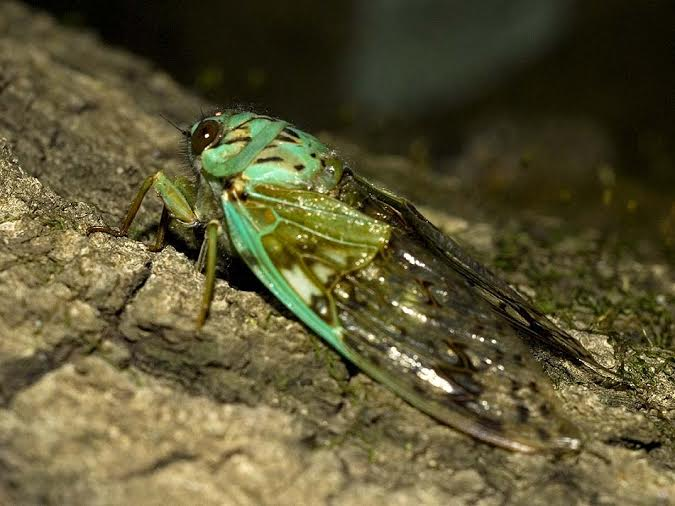
Pycna semiclara.

Les cellules basales des ailes sont très larges. Les veines ulnaires sont largement séparées à leur base.

## Liste d'espèces
Ce genre comporte 31 espèces, :
- Pycna angusta Butler, 1882
- Pycna antinorii Lethierry, 1881
- Pycna baxteri Distant, 1914
- Pycna beccarii Lethierry, 1881
- Pycna coelestia Distant, 1904
- Pycna concinna Boulard, 2005
- Pycna dolosa Boulard, 1975
- Pycna gigas Distant, 1881
- Pycna hecuba Distant, 1904
- Pycna himalayana Naruse, 1977
- Pycna indochinensis Distant, 1913
- Pycna itremensis Boulard, 2008
- Pycna madagascariensis Distant, 1879
- Pycna minor Liu, 1940
- Pycna moniquae Boulard, 2012
- Pycna montana Hayashi, 1978
- Pycna natalensis Distant, 1905
- Pycna neavei Distant, 1912
- Pycna passosdecarvalhoi Boulard, 1975
- Pycna quanza Distant, 1899
- Pycna repanda Linnaeus, 1758
- Pycna rudis Karsch, 1890
- Pycna schmitzi Boulard, 1979
- Pycna semiclara Germar, 1834
- Pycna strix Amyot & Audinet-Serville, 1843
- Pycna sylvia Distant, 1899
- Pycna tangana Strand, 1910
- Pycna umbelinae Boulard, 1975
- Pycna verna Hayashi, 1982
- Pycna vitrea Schumacher, 1913
- Pycna vitticollis Jacobi, 1904

## Systématique
Le nom valide complet (avec auteur) de ce taxon est Pycna Amyot & Audinet-Serville, 1843.
Pycna a pour synonymes :
- Pycnos Amyot & Audinet-Serville, 1843
- Pycnus Agassiz, 1846
- Pyona Amyot & Audinet-Serville, 1843